# Teichgasse 4 (Weimar)

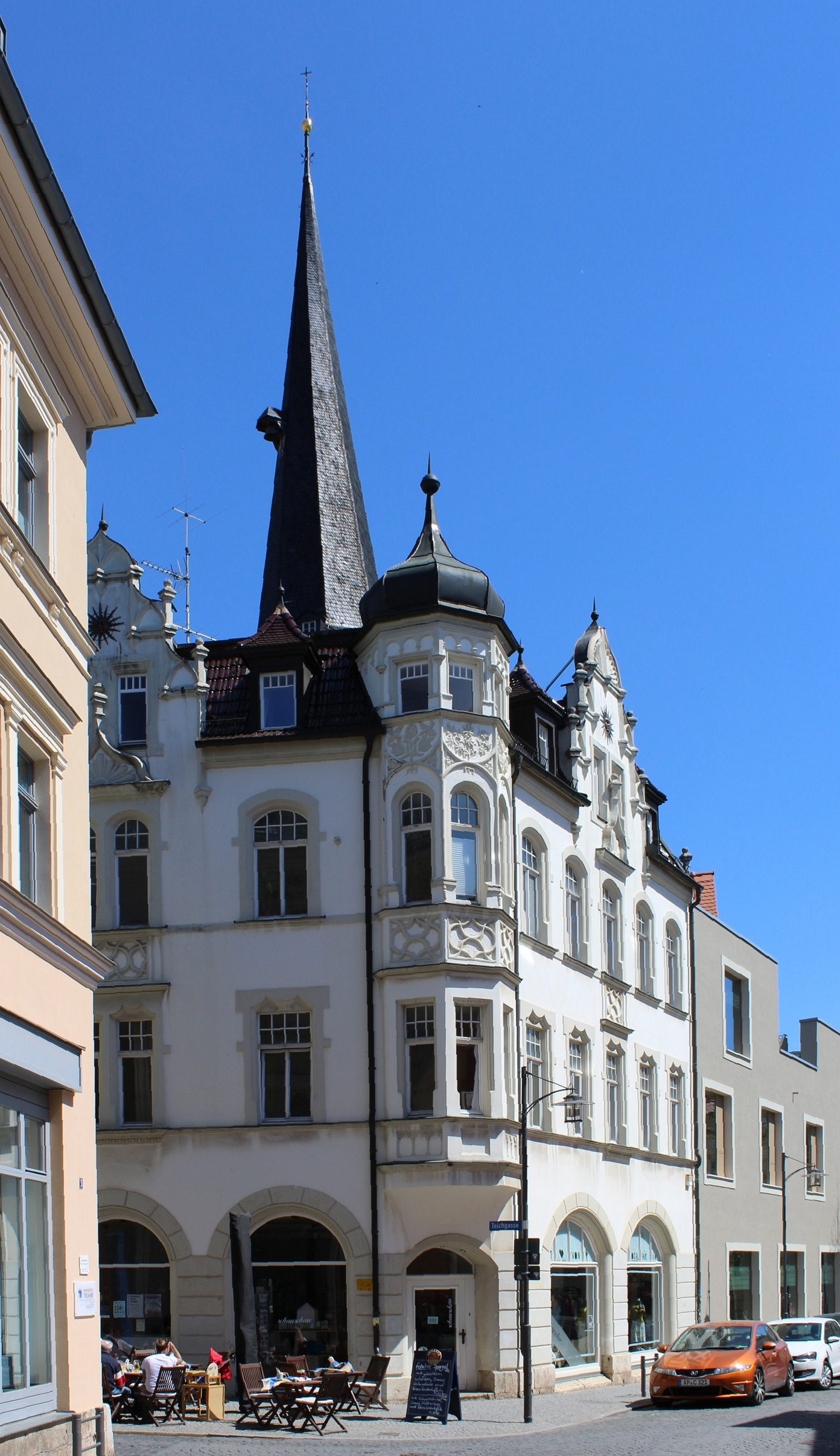
Teichgasse 4

Das Haus Teichgasse 4 in der Weimarer Altstadt befindet sich an der Kreuzung der Teichgasse zum Eisfeld.
Es ist ein Wohnhaus mit einem Laden mit neobarocken Elementen und reicher Fassadenverzierung sowie einem Erker mit Turmhaube und einem Spitzdach. Das 1899 errichtete Gebäude ist ein erstes Beispiel der Jugendstil-Architektur im Wohnungsbau in Weimar. Der Architekt war Rudolf Zapfe. Das Weimarer Adressbuch von 1899 verzeichnet als Eigentümer den Kaufmann Paul Schollain. Demnach befand sich hier das von ihm begründete Geschäft für Herrenoberbekleidung. Der Kaufmann ist weiterhin angegeben mit „verpflichteter Ortstaxator für bewegliche Gegenstände“.